# Trofeo San Serafino
Le Trofeo San Serafino  est une course cycliste italienne disputée au mois d'octobre à Montegranaro, dans la région des Marches. Elle est organisée par le GS Calzaturieri Montegranaro
Durant son existence, cette épreuve partie du calendrier régional de la Fédération cycliste italienne, en catégorie 1.19. Elle est donc réservée aux coureurs espoirs (moins de 23 ans) ainsi qu'aux élites sans contrat.

## Parcours
Le Trophée se déroule sur un parcours vallonné d'une distance de 105 kilomètres. Il débute par un tronçon de vingt-six kilomètres dans la zone municipale de Monte San Giusto. Les coureurs entament ensuite un circuit d'environ treize kilomètres qui est emprunté à six reprises. Dans les deux derniers tours, la boucle est complétée par le « muro dell'Ammazzatora », principale difficulté de la course.

## Palmarès depuis 2004
| Année | Vainqueur                  | Deuxième             | Troisième           |
| ----- | -------------------------- | -------------------- | ------------------- |
| 2004  | Rocco Capasso (de)         |                      |                     |
| 2005  | Alessandro Bianchin        | Miguel Ángel Rubiano | Luca Capodaglio     |
| 2006  | Marco Cellini              | Rocco Capasso (de)   | Americo Novembrini  |
| 2007  | Fabio Terrenzio            | Americo Novembrini   | Fabio Taborre       |
| 2008  | Massimo D'Elpidio          | Vincenzo Puca        | Antonio Lombardi    |
| 2009  | Alexander Zhdanov          | Paolo Ciavatta       | Henry Frusto        |
| 2010  | Francesco Manuel Bongiorno | Ricardo Pichetta     | Alexander Zhdanov   |
| 2011  | Angelo Gargaro             | Besmir Banushi       | Fabrizio Di Lizio   |
| 2012  | Marco Da Castagnori        | Graziano Di Luca     | Alessio Finocchi    |
| 2013  | Alessio Mischianti         | Corrado Lampa        | Cristian Raileanu   |
| 2014  | Roberto Giacobazzi         | Mirco Maestri        | Cristian Raileanu   |
| 2015  | Mattia Bucci               | Enrico Anselmi       | Marco Bernardinetti |
| 2016  | Aleksandr Vlasov           | Jacopo Mosca         | Luca Raggio         |
| 2017  | Luca Taschin               | Filippo Tagliani     | Umberto Marengo     |
| 2018  | Einer Rubio                | Davide Leone         | Francesco Baldi     |
| 2019  | Yaroslav Parashchak        | Luca Taschin         | Chrystiam Carmona   |